# 布雷特
布雷特（法語：Brettes，法語發音：[bʁɛt]）是法国夏朗德省的一个市镇，属于孔福朗区。

## 地理
布雷特（46°0'19"N, 0°2'28"E）面积12.21 平方千米，位于法国新阿基坦大区夏朗德省，该省份为法国西部内陆省份，北起德塞夫勒省和维埃纳省，东临上维埃纳省，东南至多尔多涅省，南至多爾多涅省，西接滨海夏朗德省。
与布雷特接壤的市镇（或旧市镇、城区）包括：昂皮雷、隆格雷、派宰诺杜安-昂布里、圣弗赖涅、苏维涅、维勒法尼昂。

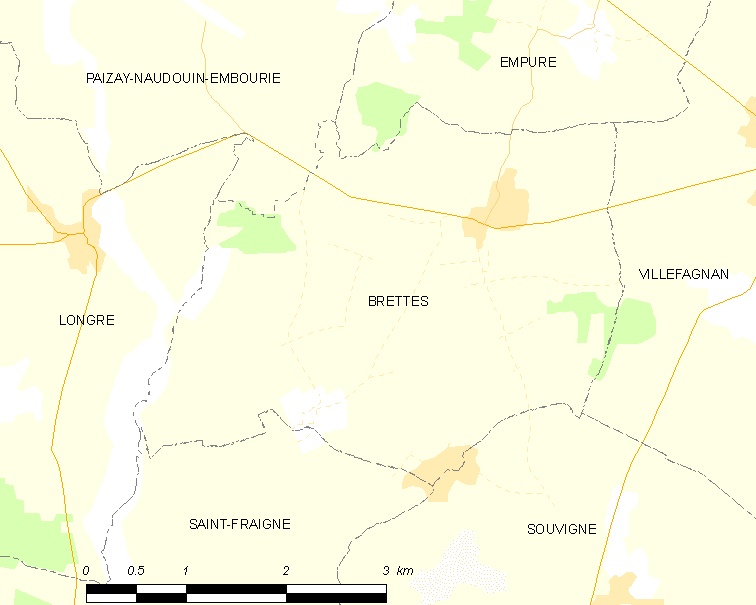
布雷特的OSM定位图

布雷特的时区为UTC+01:00、UTC+02:00（夏令时）。

## 行政
布雷特的邮政编码为16240，INSEE市镇编码为16059。

## 政治
布雷特所属的省级选区为夏朗德北县。

## 人口

1962-2008年间布雷特人口变化图示

布雷特于2022年1月1日时的人口数量为163人。